# Justin Mapp
Pour les articles homonymes, voir Mapp.
Justin Mapp est un joueur international américain de soccer né le 18 octobre 1984 à Brandon dans le Mississippi. Ailier gauche percutant, il évolue durant toute sa carrière professionnelle en MLS. Il dispute également huit rencontres avec la sélection américaine participant notamment à la Gold Cup et à la Copa America. Il est désormais retiré du soccer professionnel.

## Biographie
Justin Mapp est un enfant du Mississippi qui se tourne très tôt vers le soccer. Il joue avec le Jackson Futbol Club, un des rares clubs de l'état. Vers 13 ans, il intègre le programme ODP (Olympic Development Program) puis, par la suite, est  sélectionné pour rejoindre l’Académie de Bradenton en Floride avec les meilleurs joueurs de moins de dix-sept ans du pays.
On lui propose d'anticiper son passage en pro et  de bénéficier du programme Project-40. C'est ainsi que Mapp est repêché à la quatrième place de la MLS SuperDraft 2002 par D.C. United à seulement dix-sept ans. Il joue très peu lors de cette première saison en MLS et ne rejoint réellement l'équipe qu'une fois l'été arrivé, après avoir terminé ses études secondaires. Il est ensuite transféré au Fire de Chicago où il reste huit saisons.
Il participe à la tournée européenne de l’équipe d’étoiles de la MLS en 2006. À cette occasion il joue contre le Real Madrid de Roberto Carlos.
Il est repêché par l'Impact de Montréal lors des repêchages d'expansion de 2012.
En fin de contrat à l'issue de la saison 2015, il bénéficie du tout nouveau statut de joueur autonome de la MLS. Il décide alors d'accepter l'offre et de rejoindre le Sporting de Kansas City pour la saison 2016.
Sans club durant toute la saison 2017, il annonce officiellement sa retraite le 9 novembre 2017.

## Carrière internationale
Il participe à la Coupe du monde de football des moins de 17 ans 2001 à Trinité-et-Tobago. Deux ans plus tard, il participe à la Coupe du monde de football des moins de 20 ans 2003 où il atteint les quarts de finale et inscrit un but en huitième de finale face à la Côte d'Ivoire.
Il est sélectionné pour la première fois en senior le 12 octobre 2005 contre le Panama. Il remporte la Gold Cup 2007 et participe à la Copa América 2007.

## Palmarès

### Collectif
- Gold Cup : 2007
- Championnat canadien (1) :
  - Vainqueur: 2013 avec l'Impact de Montréal

### Individuel
- MLS Best XI 2006
- George Gross Memorial Trophy du meilleur joueur du Championnat canadien 2013

## Statistiques

### En club
| Saison                | Club                    | Championnat           | Championnat | Championnat | Coupe(s) nationale(s) | Coupe(s) nationale(s) | Compétition(s) continentale(s) | Compétition(s) continentale(s) | Compétition(s) continentale(s) | Séries | Séries | Total | Total |
| Saison                | Club                    | Division              | M.          | B.          | M.                    | B.                    | Comp.                          | M.                             | B.                             | M.     | B.     | M.    | B.    |
| 2002                  | D.C. United             | MLS                   | 3           | 0           | 0                     | 0                     | CCC                            | 0                              | 0                              | -      | -      | 3     | 0     |
| 2003                  | Fire de Chicago         | MLS                   | 21          | 3           | 1                     | 0                     | -                              | -                              | -                              | 3      | 0      | 25    | 3     |
| 2004                  | Fire de Chicago         | MLS                   | 24          | 3           | 2                     | 0                     | CCC                            | 4                              | 1                              | -      | -      | 30    | 4     |
| 2005                  | Fire de Chicago         | MLS                   | 29          | 3           | 3                     | 0                     | -                              | -                              | -                              | 1      | 0      | 33    | 3     |
| 2006                  | Fire de Chicago         | MLS                   | 26          | 2           | 2                     | 1                     | -                              | -                              | -                              | 2      | 1      | 30    | 4     |
| 2007                  | Fire de Chicago         | MLS                   | 13          | 0           | 1                     | 0                     | -                              | -                              | -                              | 1      | 0      | 15    | 0     |
| 2008                  | Fire de Chicago         | MLS                   | 29          | 2           | 2                     | 0                     | -                              | -                              | -                              | 3      | 0      | 34    | 2     |
| 2009                  | Fire de Chicago         | MLS                   | 21          | 1           | 1                     | 0                     | SL                             | 3                              | 1                              | 2      | 0      | 27    | 2     |
| 2010                  | Fire de Chicago         | MLS                   | 10          | 0           | 0                     | 0                     | SL                             | 3                              | 0                              | -      | -      | 13    | 0     |
| 2010                  | Union de Philadelphie   | MLS                   | 15          | 1           | -                     | -                     | -                              | -                              | -                              | -      | -      | 15    | 1     |
| 2011                  | Union de Philadelphie   | MLS                   | 29          | 3           | 0                     | 0                     | -                              | -                              | -                              | 2      | 0      | 31    | 3     |
| 2012                  | Impact de Montréal      | MLS                   | 27          | 2           | 1                     | 0                     | -                              | -                              | -                              | -      | -      | 28    | 2     |
| 2013                  | Impact de Montréal      | MLS                   | 27          | 2           | 4                     | 1                     | LCC                            | 3                              | 0                              | 1      | 0      | 35    | 3     |
| 2014                  | Impact de Montréal      | MLS                   | 23          | 0           | 3                     | 1                     | LCC                            | 1                              | 0                              | -      | -      | 27    | 1     |
| 2015                  | Impact de Montréal      | MLS                   | 5           | 0           | 2                     | 0                     | LCC                            | 2                              | 0                              | -      | -      | 9     | 0     |
| 2016                  | Sporting de Kansas City | MLS                   | 6           | 0           | 0                     | 0                     | LCC                            | 0                              | 0                              | 0      | 0      | 6     | 0     |
| Total sur la carrière | Total sur la carrière   | Total sur la carrière | 308         | 22          | 22                    | 3                     | -                              | 16                             | 2                              | 15     | 1      | 361   | 28    |